# أبو بكر بن داسة
أبو بكر محمد بن بكر بن محمد بن عبد الرزاق بن داسة البصري التمار (المتوفي 346 هـ،957م) محدث من الثقات، قال عنه ابن حجر: «ابن داسه ثقة»، وهو آخر من روى سنن أبي داود عنه كاملًا، سكن البصرة، وسمع من أبي داود السجستاني، وأبي جعفر محمد بن الحسن بن يونس الشيرازي، وإبراهيم بن فهد الساجي، وغيرهم، وروى عنه أبو سليمان حمد الخطابي، وأبو بكر بن المقرئ، وأبو بكر بن لال، وأبو الحسين بن جميع، وأبو علي حسين بن محمد الروذباري، وعبد الله بن محمد بن عبد المؤمن القرطبي شيخ ابن عبد البر، وهو من رواة كتاب سنن أبي داود، وكان آخر من روى السنن عن ابن داسة بالإجازة أبو نعيم الأصبهاني، وتوفي في 346 هـ.